# Cifrado nihilista
El cifrado nihilista es, en historia de la criptografía, un cifrado de clave simétrica utilizado originalmente por rusos nihilistas en la década de 1880 para organizar el terrorismo contra el régimen zarista.

## Cifrado

### Bases
En primer lugar el encriptador construye un cuadrado de Polibio utilizando un alfabeto mixto. Esto se utiliza para convertir el texto sin formato y una palabra clave en una serie de números de dos dígitos. Estos números se agregan entonces de la manera normal para obtener el texto cifrado, con los números clave repetidos según sea necesario.

### Encriptación
Considere un cuadrado de Polibio creado usando una palabra clave con un mensaje y una llave. A continuación, añadir los números del mensaje con el número clave. Este será el texto cifrado.